# Santa Cruz de Nogueras
Santa Cruz de Nogueras ist ein Ort und eine Gemeinde (municipio) mit nur noch 24 Einwohnern (Stand: 2024) im äußersten Norden der Provinz Teruel in der autonomen Region Aragonien im östlichen Zentrum von Spanien. Die Gemeinde gehört zur bevölkerungsarmen Serranía Celtibérica.

## Lage und Klima
Santa Cruz de Nogueras liegt in der Sierra de Cucalón in ca. 895 m Höhe und ist ca. 85 km (Fahrtstrecke) in nördlicher Richtung von der Provinzhauptstadt Teruel entfernt. 
Das Klima ist trotz der Höhenlage gemäßigt bis warm; Regen (ca. 508 mm/Jahr) fällt übers Jahr verteilt.

## Bevölkerungsentwicklung
| Jahr      | 1970 | 1981 | 1991 | 2001 | 2011 | 2021 |
| Einwohner | 89   | 38   | 32   | 29   | 38   | 30   |

## Sehenswürdigkeiten

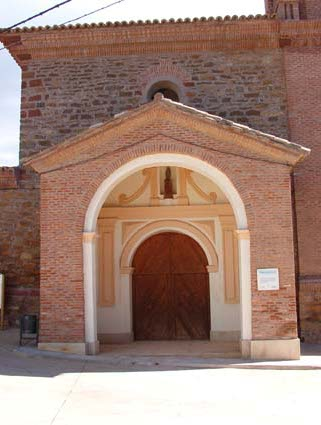
Kreuzkirche
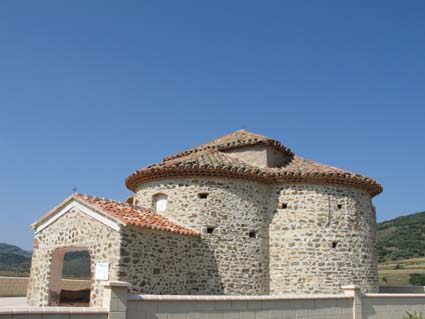
Bartholomäuskapelle
- Paläontologisches Museum

- Kreuzkirche
- Bartholomäuskapelle